# Drasenhofen
Drasenhofen è un comune austriaco di 1 163 abitanti nel distretto di Mistelbach, in Bassa Austria.

## Geografia fisica
Drasenhofen si trova al confine con la Repubblica Ceca e condivide la frontiera con il comune di Mikulov (nella regione della Moravia Meridionale).